# Teencode
Teencode là một thuật ngữ dùng để chỉ một dạng chính tả không chính thức khác. Công dụng chính của dạng chữ viết này là dùng để mã hóa. Nó có nguồn gốc và được phát triển từ mạng xã hội và các trò chơi điện tử trực tuyến. Ban đầu, nó được sử dụng chủ yếu để tránh sự phát hiện nội dung của phụ huynh và những người khác. Teencode có nhiều loại khác nhau. Nó có các loại được phát triển dựa trên chữ Quốc ngữ hoặc độc lập so với chữ Quốc ngữ. Ngoài công dụng chính, nó còn được sử dụng để cho chữ viết trở nên cách điệu.

## Lịch sử
Trên thực tế, teencode được sử dụng nhiều nhất và dần trở thành trào lưu từ những năm 2000 – 2005, thời đại mà internet và điện thoại di động bắt đầu phát triển cực đại ở Việt Nam, gắn liền với thế hệ cuối 1980 và đầu 1990 còn đang đi học.
Cơ bản, teencode nhen nhóm trong những tin nhắn SMS trên di động, qua việc viết tắt (do hạn chế 160 ký tự/tin nhắn, nếu quá số ký tự sẽ phát sinh phí). Sau đó là sự xuất hiện việc "mã hóa" con chữ thành những dãy số đặc biệt với quy luật riêng mà chỉ có giới học sinh ngày đó mới có thể "giải mã" được. Teencode đầu tiên được cho là lấy ý tưởng từ nhân vật Kid trong manga Thám tử lừng danh Conan của tác giả Aoyama Gosho.
Những năm 2007-2012, dạng ngôn ngữ này phát triển mạnh mẽ, với đủ cách biến đổi các con chữ. Các ứng dụng chuyển đổi giữa ngôn ngữ tiêu chuẩn và teencode cũng xuất hiện.
Hiện nay, teencode vẫn đang được giới trẻ sử dụng.

## Đánh giá

### Đánh giá từ xã hội
Trong một thời gian dài, teencode đã trở thành vấn đề được rất nhiều người, bài viết... nói tới. Dạng ngôn ngữ này chủ yếu là dùng những từ viết tắt, chữ cái thay thế. Với những ai không quen đọc và sử dụng sẽ gặp không ít khó khăn mỗi khi phải đọc các văn bản sử dụng teencode.
Có ý kiến cho rằng dạng ngôn ngữ này cần được và cũng đang dần được loại bỏ và đơn giản hóa để trả lại "sự trong sáng của tiếng Việt". Tuy nhiên, teencode vẫn được không ít bạn trẻ ưa chuộng.

### Ảnh hưởng tới tiếng Việt
Theo PGS Phạm Văn Tình, Tổng Thư ký Hội Ngôn ngữ học Việt Nam, nhu cầu sử dụng teencode xuất phát từ nhu cầu sáng tạo của giới trẻ, "cách viết lạ tạo ra sự thích thú, đáng yêu, hài hước khi giao tiếp, giúp tiếng Việt đa dạng hơn", tuy nhiên "nếu quá nhiều người lạm dụng thì sẽ làm mất đi hình hài và sự phát triển theo quy luật của tiếng Việt phổ thông".

### Ảnh hưởng tới người sử dụng teencode
Đối với những người còn đi học, việc lạm dụng teencode có thể gây ảnh hưởng xấu tới khả năng ngôn ngữ, gây khó khăn trong việc giao tiếp với cộng đồng trong tương lai.

## Một số ví dụ về cách viết teencode
- Chuyển một số chữ cái sang chữ cái khác: ph - f, ng - g/q, gi/d/ - j/z, c - k, qu - w, r - z,..
- Viết tắt: không - k, anh - a, em - e,...
- Chuyển chữ cái sang số: o - 0, e - 3, i - 1, a - 4,...
- Dùng những kí tự đặc biệt để chỉ dấu: dấu sắc - ', dấu huyền - `, dấu nặng -., dấu hỏi - ?, dấu ngã - ~
- Dùng những kí tự đặc biệt để chỉ chữ: đ - +), d - |),...
- Viết tắt đặc biệt: "<3 = trái tim", "bt òy = biết rồi",...
- Ghép các chữ cái đầu tiên trong cụm từ:"chs = chả hiểu sao" (có thể là "chơi"), "klq = không liên quan", "gato = ghen ăn tức ở", "ykr = ý kiến riêng",...
- Viết tắt cụm từ tiếng Anh: "btw = by the way/nhân tiện", "lol = laugh out loud/cười lớn" (thường người Việt hiểu nghĩa là từ "Lồn" hơn là cười lớn)...
- Dùng từ tiếng Anh đồng âm: "thứ high/thứ bar" (thứ hai, thứ ba)
- Một số kiểu viết tắt khác như: ms = mới, bt = biết, vx = vẫn, nx = nữa, v/z = vậy, ngta = người ta...

## Ngôn ngữ học
Theo PGS Phạm Văn Tình, khác với phương ngữ địa lý, phương ngữ xã hội, tiếng lóng, hay biệt ngữ, teencode là một ngôn ngữ ký sinh, phụ thuộc vào "vật chủ" là ngôn ngữ Việt.
Teencode cũng được so sánh với đề xuất cải tiến chữ Quốc ngữ của PGS Bùi Hiền.